# Evaporita

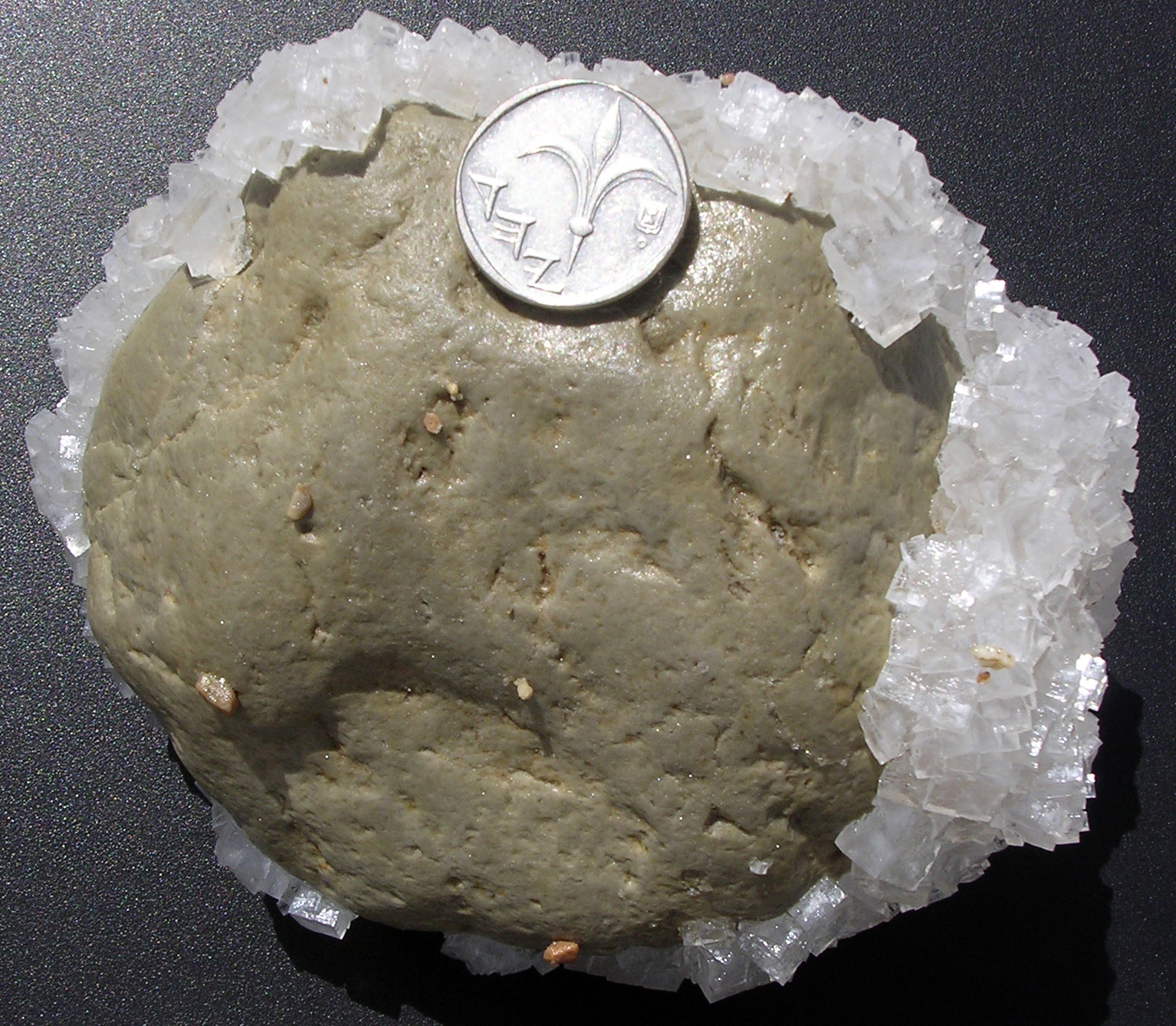
Halita recobrint una altra roca a la riba del mar Morta

Una evaporita o roca evaporítica és aquella roca, sovint formada per un sol mineral, que s'origina per la precipitació de sals quan s'evapora l'aigua en què estan dissoltes. Aquesta mena de roques es formen en els llocs de clima sec i calorós i, a més hi ha extensions d'aigua salada, com els aiguamolls i les llacunes costaneres, l'evaporació intensa de l'aigua fa que els minerals dissolts es precipitin. Aquesta precipitació forma dues roques:
- Guix: Constituït per l'acumulació de minerals del tipus del guix.
- Sal: Originada per l'acumulació de minerals del tipus de l'halita.